# Train Kept A-Rollin'
«Train Kept A-Rollin'» es una canción escrita por el músico de jazz estadounidense Tiny Bradshaw, junto a Howard Kay y Lois Mann. Fue publicada por primera vez en 1951, y luego de la versión en rock and roll hecha por Johnny Burnette y el Rock and Roll Trio en 1956, ha sido interpretada por muchos artistas del género.
Estas son algunas versiones destacadas:
- Los Sírex hicieron su versión titulada "El tren dela costa" en 1965.

- En 1965, los ingleses The Yardbirds publicaron una versión en su álbum Having a Rave Up. Ellos tomarían el riff y lo usarían en una composición propia llamada "Stroll On", que apareció en la película Blowup de Michelangelo Antonioni.

- "Train Kept A-Rollin" fue interpretada por Led Zeppelin durante sus primeros shows en 1968 y durante su gira por Europa en 1980.

- En 1968, el grupo peruano Los Shain's grabaron una versión de esta canción para su álbum Docena 3.

- La canción también fue interpretada por la agrupación guatemalteca Caballo Loco durante sus shows entre 1971 hasta 1979.

- Aerosmith grabó la canción para su segundo álbum Get Your Wings publicado en 1974, y tiempo después fue lanzada como sencillo. También aparece en los álbumes en vivo Live! Bootleg (1978), Classics Live (1986), y Rockin' the Joint (2005). En la versión de Rockin' the Joint se puede escuchar a Joe Perry y Brad Whitford tocar un poco de "The Star Spangled Banner" hacia el final, ya que el concierto fue tan sólo cuatro meses después de los ataques terroristas del 11 de septiembre de 2001. Una versión de la versión de Aerosmith aparece en los videojuegos Rock Band y Guitar Hero: Aerosmith.

- Guns N' Roses, junto a Steven Tyler y Joe Perry de Aerosmith, interpretó una de las más potentes versiones de la canción en un concierto en la ciudad de París correspondiente a la gira Use Your Illusion Tour en junio de 1992.

- Motörhead grabó una versión de la canción en su disco homónimo del año 1977.

- Metallica, junto a Jimmy Page, Jeff Beck, Joe Perry (los tres habían interpretado la canción en el pasado), Flea y Ron Wood, interpretó esta canción el año 2009, cuando Metallica fue introducido al Rock and Roll Hall of Fame.

Entre varios artistas que cubrieron este tema se encuentran Hanoi Rocks, Skid Row, The Tragically Hip y Twisted Sister.